# Átmốtphe kỹ thuật
Átmốtphe kỹ thuật (tiếng Anh: Technical atmosphere, ký hiệu: at) là đơn vị áp suất không nằm trong SI, tương đương một kilôgam lực trên xentimét vuông.
| 1 at | = 98,0665 kPa[2]             |
| 1 at | ≈ 096784 átmốtphe tiêu chuẩn |
Ký hiệu "at" của átmốtphe kỹ thuật dễ gây nhầm lẫn với ký hiệu "kat" của katal - đơn vị đo hoạt độ chất xúc tác, bởi lẽ kilô átmốtphe kỹ thuật sẽ có ký hiệu là "kat".
| x t s  | Pascal (Pa) | Bar (bar)      | Atmosphere kỹ thuật (at) | Atmosphere (atm) | Torr (Torr)        | Pound trên inch vuông (psi) |
| ------ | ----------- | -------------- | ------------------------ | ---------------- | ------------------ | --------------------------- |
| 1 Pa   | ≡ 1 N/m2    | 10−5           | 1,0197×10−5              | 9,8692×10−6      | 7,5006×10−3        | 145,04×10−6                 |
| 1 bar  | 100000      | ≡ 106 dyne/cm2 | 1,0197                   | 0,98692          | 750,06             | 14,504                      |
| 1 at   | 98.066,5    | 0,980665       | ≡ 1 kgf/cm2              | 0,96784          | 735,56             | 14,223                      |
| 1 atm  | 101.325     | 1,01325        | 1,0332                   | ≡ 1 atm          | 760                | 14,696                      |
| 1 torr | 133,322     | 1,3332×10−3    | 1,3595×10−3              | 1,3158×10−3      | ≡ 1 Torr; ≈ 1 mmHg | 19,337×10−3                 |
| 1 psi  | 6.894,76    | 68,948×10−3    | 70,307×10−3              | 68,046×10−3      | 51,715             | ≡ 1 lbf/in2                 |

Ví dụ:  1 Pa = 1 N/m2  = 10−5 bar  = 10,197×10−6 at  = 9,8692×10−6 atm, vân vân.

Ghi chú:  mmHg là viết tắt của milimét thủy ngân (millimetre Hydragyrum).